# Ski-Orientierungslauf-Weltmeisterschaften 2005
Die 16. Ski-Orientierungslauf-Weltmeisterschaften fanden vom 5. März bis 12. März 2005 in der Gegend um Levi in der Gemeinde Kittilä, Finnland statt.

## Herren

### Sprint
| Platz | Land | Athlet             | Zeit      |
| ----- | ---- | ------------------ | --------- |
| 1     | FIN  | Matti Keskinarkaus | 12:01 min |
| 2     | SWE  | Bertil Nordqvist   | 12:02 min |
| 3     | SWE  | Tobias Åslund      | 12:03 min |
| 4     | RUS  | Eduard Chrennikow  | 12:04 min |
| 5     | SWE  | Tomas Löfgren      | 12:07 min |
| 6     | SWE  | Bengt Leandersson  | 12:13 min |

Titelverteidiger:  Eduard Chrennikow

Länge: 3,9 km

Höhenmeter: 75

Posten: 10

Teilnehmer: 63

### Mitteldistanz
| Platz | Land | Athlet            | Zeit      |
| ----- | ---- | ----------------- | --------- |
| 1     | RUS  | Ruslan Grizan     | 40:53 min |
| 1     | RUS  | Andrei Gruzdew    | 40:53 min |
| 3     | RUS  | Eduard Chrennikow | 41:13 min |
| 4     | CZE  | Ondrej Vodrazka   | 41:35 min |
| 5     | SWE  | Peter Arnesson    | 41:46 min |
| 6     | FIN  | Arto Lilja        | 41:48 min |

Titelverteidiger:  Tomas Löfgren

Länge: 12,7 km

Höhenmeter: 280

Posten: 21

Teilnehmer: 63

### Langdistanz
| Platz | Land | Athlet            | Zeit      |
| ----- | ---- | ----------------- | --------- |
| 1     | RUS  | Eduard Chrennikow | 1:35:02 h |
| 2     | RUS  | Andrei Gruzdew    | 1:35:15 h |
| 3     | FIN  | Jukka Lanki       | 1:35:24 h |
| 4     | RUS  | Ruslan Grizan     | 1:37:19 h |
| 5     | SWE  | Tobias Åslund     | 1:37:23 h |
| 6     | NOR  | Tommy Olsen       | 1:37:45 h |

Titelverteidiger:  Eduard Chrennikow

Länge: 25,5 km

Höhenmeter: 790

Posten: 37

Teilnehmer: 59

### Staffel
| Platz | Land | Athleten                                        | Zeit      |
| ----- | ---- | ----------------------------------------------- | --------- |
| 1     | RUS  | Andrei Gruzdew Ruslan Grizan Eduard Chrennikow  | 1:15:49 h |
| 2     | FIN  | Jukka Lanki Arto Lilja Matti Keskinarkaus       | 1:16:20 h |
| 3     | SWE  | Tobias Åslund Bertil Nordqvist Peter Arnesson   | 1:18:23 h |
| 4     | SUI  | Peter Mosimann Boris Fischer Pascal Messikommer | 1:22:34 h |
| 5     | CZE  | Jan Lauerman Jan Sedivy Ondrej Vodrazka         | 1:24:51 h |
| 6     | NOR  | Eivind Tonna Anders Hauge Tommy Olsen           | 2:26:02 h |

Titelverteidiger:  Wassili Glucharew, Andrei Gruzdew, Ruslan Grizan, Eduard Chrennikow

Länge: 3 Runden à 7,5 bis 7,8 km

Höhenmeter: jew. 220

Posten: jew. 14

Teilnehmer: 15 Staffeln

## Damen

### Sprint
| Platz | Land | Athlet                   | Zeit      |
| ----- | ---- | ------------------------ | --------- |
| 1     | NOR  | Stine Hjermstad Kirkevik | 13:16 min |
| 2     | FIN  | Erja Jokinen             | 13:18 min |
| 3     | FIN  | Katja Rajaniemi          | 13:33 min |
| 4     | SWE  | Ida Wikström-Holmgren    | 13:35 min |
| 5     | SWE  | Marie Lund               | 13:37 min |
| 6     | RUS  | Tatjana Wlassowa         | 13:45 min |

Titelverteidigerin:  Tatjana Wlassowa

Länge: 3,6 km

Höhenmeter: 60

Posten: 10

Teilnehmerinnen: 44

### Mitteldistanz
| Platz | Land | Athlet                   | Zeit      |
| ----- | ---- | ------------------------ | --------- |
| 1     | RUS  | Tatjana Wlassowa         | 37:22 min |
| 2     | FIN  | Erja Jokinen             | 37:27 min |
| 3     | NOR  | Stine Hjermstad Kirkevik | 38:22 min |
| 3     | SWE  | Stina Grenholm           | 38:22 min |
| 5     | RUS  | Irina Onischtschenko     | 38:35 min |
| 6     | SWE  | Marie Lund               | 39:39 min |

Titelverteidigerin:  Stine Hjermstad Kirkevik

Länge: 10,1 km

Höhenmeter: 175

Posten: 17

Teilnehmerinnen: 44

### Langdistanz
| Platz | Land | Athlet               | Zeit      |
| ----- | ---- | -------------------- | --------- |
| 1     | RUS  | Tatjana Wlassowa     | 1:14:08 h |
| 2     | RUS  | Natalja Tomilowa     | 1:15:00 h |
| 3     | RUS  | Olga Schewtschenko   | 1:15:05 h |
| 4     | NOR  | Marte Reenaas        | 1:17:12 h |
| 5     | SWE  | Marie Lund           | 1:17:19 h |
| 6     | RUS  | Irina Onischtschenko | 1:18:11 h |

Titelverteidigerin:  Stine Hjermstad Kirkevik

Länge: 18,1 km

Höhenmeter: 520

Posten: 26

Teilnehmerinnen: 43

### Staffel
| Platz | Land | Athleten                                               | Zeit      |
| ----- | ---- | ------------------------------------------------------ | --------- |
| 1     | NOR  | Kjersti Reenaas Marte Reenaas Stine Hjermstad Kirkevik | 1:17:11 h |
| 2     | SWE  | Marie Lund Ingela Jönsson Stina Grenholm               | 1:17:50 h |
| 3     | FIN  | Hannele Valkonen Erja Jokinen Liisa Anttila            | 1:18:16 h |
| 4     | RUS  | Olga Schewtschenko Natalja Tomilowa Tatjana Wlassowa   | 1:19:51 h |
| 5     | CZE  | Eva Bohmova Lenka Hruskova Barbora Chunikova           | 1:28:48 h |
| 6     | SUI  | Regula Mühlemann Vroni König-Salmi Yvonne Gantenbein   | 1:29:07 h |

Titelverteidigerinnen:  Hannele Valkonen, Erja Jokinen, Liisa Anttila

Länge: 3 Runden à 5,8 bis 6,1 km

Höhenmeter: jew. 185

Posten: jew. 13

Teilnehmer: 10 Staffeln

## Medaillenspiegel
| Platz | Land     | Gold | Silber | Bronze | Gesamt |
| ----- | -------- | ---- | ------ | ------ | ------ |
| 1     | Russland | 6    | 2      | 2      | 10     |
| 2     | Norwegen | 2    | -      | 1      | 3      |
| 3     | Finnland | 1    | 3      | 3      | 7      |
| 4     | Schweden | -    | 2      | 3      | 5      |

## Erfolgreichste Teilnehmer
| Platz | Athlet/in                | Gold | Silber | Bronze | Gesamt |
| ----- | ------------------------ | ---- | ------ | ------ | ------ |
| 1     | Andrei Gruzdew           | 2    | 1      | -      | 3      |
| 2     | Stine Hjermstad Kirkevik | 2    | -      | 1      | 3      |
| 3     | Eduard Chrennikow        | 2    | -      | -      | 2      |
| 3     | Ruslan Grizan            | 2    | -      | -      | 2      |
| 3     | Tatjana Wlassowa         | 2    | -      | -      | 2      |
| 6     | Matti Keskinarkaus       | 1    | 1      | -      | 2      |